# Drepanosticta brownelli
Drepanosticta brownelli là loài chuồn chuồn trong họ Platystictidae. Loài này được Tinkham mô tả khoa học đầu tiên năm 1938.